# 1962-es afrikai nemzetek kupája
Az Afrikai Labdarúgó-szövetség által rendezett harmadik torna egy évet késett bizonyos politikai okok miatt.
Az 1962-es Afrikai Nemzetek Kupája az első olyan torna a sorozatban, amelyen selejtezőket játszottak. Kilenc ország jelentkezett a döntőre, de csak négy vehetett rajta részt. Az afrikai nemzetek kupájának történetében Etiópia lett a második bajnok.

## Elődöntők
| 1.       | Eredmény | 2.      |
| -------- | -------- | ------- |
| Etiópia  | 4–2      | Tunézia |
| Egyiptom | 2–1      | Uganda  |

## Bronzmérkőzés
| 1.      | Eredmény | 2.     |
| ------- | -------- | ------ |
| Tunézia | 3–0      | Uganda |

## Döntő
| 1.      | Eredmény                | 2.       |
| ------- | ----------------------- | -------- |
| Etiópia | 4–2 (hosszabbítás után) | Egyiptom |

```
Játékvezető = 
Wilson Brooks
 
```